# 평방과 입방
평방(平方)과 입방(立方)은 넓이와 부피를 나타내는 말이다.
평방은 넓이를 나타낼 때 길이의 단위 뒤에 쓰여 그 길이를 한 변으로 하는 정사각형의 넓이를 나타낸다. 예를 들어 넓이 1평(坪)은 여섯 자 ‘평방’이며, 이는 “6자×6자”를 뜻한다.
입방은 부피를 나타낼 때 부피의 단위 뒤에 쓰여 그 길이를 한 모서리로 하는 정육면체의 부피를 나타낸다. 예를 들어 부피 1평(坪)은 일반적으로 여섯 자 ‘입방’이며, 이는 “6자×6자×6자”를 뜻한다. 

## 같이 보기
- 제곱미터
- 세제곱미터
- 평 (단위)